# 斯柯达汽车
斯柯达（捷克語：Škoda Auto）是一家總部位於捷克的汽車製造商，為德國大众集团的旗下子公司。創立於1895年，1991年後斯柯達公司逐漸由國家公有化走向財團私有化，並在2000年成為大众集团旗下的品牌。2012年其全球销量达到939,200辆。2021年銷量則降至802,000輛。
斯柯达在捷克拥有三个汽车生产厂，并在中国、俄罗斯、斯洛伐克和印度与大众集团在当地的合作伙伴共同生产汽车，在乌克兰和哈萨克斯坦与当地伙伴合作生产斯柯达汽车。

## 历史
斯柯达前身为勞林與克萊門特公司（Laurin & Klement），是一家成立于1895年制作自行车和摩托车的企业。1905年，L&K推出了第一款四轮汽车「Voiturette A」。1925年，L&K被捷克工业巨头斯柯达皮尔森工业公司（Skoda Pilsen）收购，新公司以和“Laurin & Klement”两个品牌并行。1926年，“Laurin & Klement”品牌正式退出历史舞台，斯柯达汽车开始了以（捷克語發音：[ˈʃkoda] ⓘ）为唯一商标的发展之路。
斯柯达公司在1930年代同样涉及军工产业，例如其著名的产品OA Vz.23装甲车。1939年3月，捷克被德国占领后，斯柯达的汽车生产陷入停顿。
1946年，已经被国有化的斯柯达重获新生。处在计划经济体制下的斯柯达开始为百姓造车，目标是要造人民能买得起的车。1946年推出的Popular（在捷克称为Tudor）、1954年推出的欧雅（Octavia）及后继弗雷西亚（Felicia）都是经济实用车型的典范。这一时期，斯柯达造车极其简陋，但价格便宜且十分耐用。弗雷西亚就是典型的代表。
1953年，斯柯达的货车生产业务改由位于利贝雷茨的利亚兹公司担当，该公司直至1984年才不再使用斯柯达品牌。
1991年4月16日，斯柯达公司成为德国大众集团公司的一个子公司，大众集团购买了斯柯达公司70%的股份，其余30%股份在2000年收购，斯柯达进而成为德国大众旗下继大众、奥迪、西亚特后的第四大品牌。

## 中國大陸市場
早在斯柯達被福斯集團收購之前，斯柯達汽車就曾銷往中國大陸，并有部分型号（如706RT）被中国大陆厂商仿制。當時捷克斯洛伐克是社會主義陣營的國家，而早期斯柯達製造的大多是廉價、耐用的汽車。2006年，斯柯达明锐在上海大众投產，並於同年的北京國際車展。2008年末，上海大众再次将斯柯达晶锐引進中國大陸市場，2009年斯柯达昊锐也被引入中国大陸，並將於同年八月上市。2010年6月，新明锐上市。2013年4月斯柯达昕锐上市；2013年斯柯达野帝上市；2017年斯柯达科迪亚克上市；2018年4月斯柯达柯珞克上市。斯柯达在中国大陆最新推出的车型斯柯达柯米克于2018年6月上市。

### 現有車款（中国大陆）
- Škoda Fabia & Fabia Combi II （2008－2015）停產
- Škoda Fabia & Fabia Combi III （2015－2022）停產
- 斯柯達Rapid（2013－2023）停產
- 斯柯達Octavia & Octavia Combi II （2006－2015）停產
- 斯柯達Octavia & Octavia Combi III （2015－2023）停產
- 斯柯達Octavia Pro III （2021－）
- 斯柯達Superb & Superb Combi II （2009－2015）停產
- 斯柯達Superb & Superb Combi III （2016－）
- 斯柯達Yeti（2009－2017）停產
- 斯柯达Kodiaq （2017－）
- 斯柯达Karoq （2018－）
- 斯柯达柯米克（中国版）（2018－）

## 臺灣市場
在臺灣，台塑集團的子公司台朔汽車於2005年取得斯柯達的代理權，將Fabia、Octavia、Roomster、Superb等車款陸續引進臺灣，後因原廠報價偏高，2007年底台朔汽車放棄代理權，並結束營運，售後維修移轉給台塑汽車貨運負責。
2009年9月太古集團太古汽車的附屬公司利奔汽車取得其在臺獨家經銷權，並進口及經銷一系列的轎車，包括Fabia、Roomster、Octavia、Superb 和Yeti。
2015年1月1月，福斯集團收回太古集團在台灣的代理權，成立台灣福斯集團，為福斯在台灣的分公司，並經營四個福斯旗下的品牌，包括在內。同年在臺灣銷售成長比高達77%。

### 現有車款（臺灣）
- （2018－）
- Scala（2020/2－）
- Kamiq（2020/6－）

Kodiaq家族
- Kodiaq（2017－2024）停產
- Kodiaq II（2024－）

Fabia家族
- Fabia & Fabia Combi II （2007－2015）停產
- Fabia & Fabia Combi III （2015－2022）停產
- Fabia IV （2022－）

Octavia家族
- Octavia & Octavia Combi II（2004－2013）停產
- Octavia & Octavia Combi III （2013－2020）停產
- Octavia & Octavia Combi IV （2021－）

Superb家族
- Superb & Superb Combi II （2008－2015）停產
- Superb & Superb Combi III （2016－）

已停產
- 斯柯達Citigo（2011－2020）
- 斯柯達Rapid & Spaceback（2012－2020）
- 斯柯達Roomster（英语：Škoda Roomster）（2006－2015）
- 斯柯達Yeti（2009－2017）